# Сизево (Балезинский район)
Си́зево — деревня в Верх-Люкинском сельском поселении Балезинского района Удмуртии. Центр поселения - деревня Верх-Люкино.
Население - 43 человек (2007; 19 в 1961).
У деревни течёт речка Мундес - левый приток реки Варыж.
В деревне имеются одна улица — Школьная .
ГНИИМБ 	: 1837
Индекс 	: 427542
В 1960-х годов деревня была центром сельсовета.